# Eduardo Maia
Eduardo Maia (Alijó, 8 de Janeiro de 1845 — Lisboa, 3 de Fevereiro de 1897) foi um médico e escritor político português que inicialmente militou pelo socialismo até  ter contacto em 1879 com as obras de Piotr Kropotkin e passar a se declarar anarquista em discursos e num opúsculo publicado mais tarde. Ainda como militante socialista foi um dos fundadores do Partido Operário Socialista Português e colaborador próximo de Azedo Gneco. Foi membro da secção portuguesa da Associação Internacional dos Trabalhadores (AIT - Primeira Internacional) e um dos primeiros anarquistas portugueses.

## Biografia
Formou-se em Medicina pela Escola Médico-Cirúrgica de Lisboa. Em 1873, ainda jovem, apresentou uma conferência baseada nas conclusões dos congressos da Associação Internacional dos Trabalhadores, na qual questionou o direito de propriedade e foi por isso considerado fundador da corrente anarquista pós-proudhoniana em Portugal.
Em 1879 declarou-se adepto do anarco-comunismo de Piotr Kropotkin e declarou-se publicamente anarquista.
Fez parte do Grupo Comunista-Anarquista de Lisboa (1887) e do Grupo Revolução Social (1894).
Colaborou no semanário socialista Pensamento Social (c. 1870), onde foram publicados artigos considerados anarquistas. Colaborou também no Revoltado (1897).

## Obra
- Da propriedade. Lisboa: Typographia do Futuro, 1873
- A Internacional, sua História, sua Organização e seus Fins. Lisboa: 1873
- Autoridade e Anarquia. Lisboa: (?)
- A Communa Por Um Verdadeiro Liberal Oferecida ao Povo Portuguez. Typographia Lisbonense, Lisboa: 1871 [folheto raro atribuído ao médico libertário Eduardo Maia sobre a Comuna de Paris]